# Lophothericles greatheadi
Lophothericles greatheadi är en insektsart som beskrevs av Marius Descamps 1977. Lophothericles greatheadi ingår i släktet Lophothericles och familjen Thericleidae. Inga underarter finns listade i Catalogue of Life.